# DIS

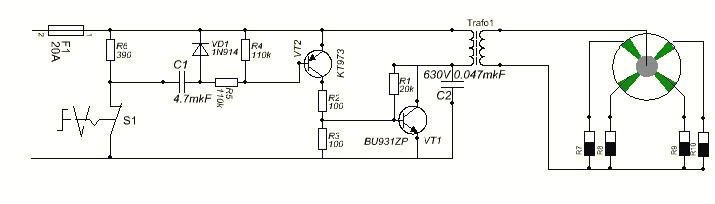
Esquema de un sistema de encendido electrónico

EL DIS (acrónimo de la expresión inglesa Direct Ignition System) en un sistema de encendido para los motores de ciclo Otto, tanto de dos como de cuatro tiempos (2T, 4T), en el que se prescinde del distribuidor, mediante conexión directa de la bobina a las bujías. Habitualmente, se produce el salto de chispa en dos cilindros a la vez, aquellos que corresponden a los pistones que están desfasados entre sí 360° (es decir, que su desplazamiento es paralelo, pero las fases de los cuatro tiempos son diferentes). En un motor cuatro tiempos y cuatro cilindros, se produciría chispa en el 1 y 4 a la vez, luego en el 2 y 3.[cita requerida]

## Ventajas
Se eliminan los posibles fallos del distribuidor, por ejemplo, por electroerosión del rotor o los contactos de alta (encendido electrónico integral) y los posibles desgastes de los captadores (encendidos transistorizados). Se aprovecha mejor el voltaje de la bobina, menos pérdidas.

## Desventajas
Las bujías trabajan el doble. Una de las chispas se denomina "perdida" por lo que hay que prever un grado térmico superior. Posible conmutación entre las partes internas de la bobina, avería.[cita requerida]